# 霊的証拠
霊的証拠（れいてきしょうこ、英: Spectral evidence）は、夢と幻影に基づく証拠の一形態。セイラム魔女裁判において、首席判事ウィリアム・ストートンによって証拠としての能力を承認された。1862年のベリー・セント・エドマンズの魔女裁判の現代的な報告書から取り入れられた小冊子「トライアル・オブ・ウィッチーズ」は、裁判官がそのような証拠が裁判所で使用できるという法的なモデルとなった。
霊的証拠は、告発された魔女の精神（すなわち亡霊）が、夢や幻影（例えば、黒い猫や狼）として目撃者の前に現れたという証言であった。これらの夢や幻影が証拠として認められた。
コットン・マザー牧師は、法的手続に霊的証拠を認めることは妥当であると主張したが、悪魔が無実の人の形をとることも可能であるため、霊的証拠だけでは有罪判決を出すべきではないと警告した。ロバート・カレフは、この姿勢についてマザーを批判する『目に見えない世界の驚異』を出版した。カレフの本を読んだ後、インクリーズ・マザーはハーバード・ヤードで公然と本を焼却した。
アメリカの法律は後に近代化され、裁判の証拠に亡霊と夢を使用することを除外した。